# Holíč
Holíč é uma cidade da Eslováquia, situada no distrito de Skalica, na região de Trnava. Tem 34,78 km² de área e sua população em 2019 foi estimada em 11.156 habitantes.

## Demografia
| Ano:        | 1994   | 2004   | 2014   | 2024   |
| ----------- | ------ | ------ | ------ | ------ |
| Broj ljudi: | 11 261 | 11 617 | 11 181 | 10 858 |
| Razlika:    |        | +3,16% | -3,75% | -2,88% |

| Ano:               | 2023   | 2024   |
| ------------------ | ------ | ------ |
| Número de pessoas: | 10 928 | 10 858 |
| Diferença:         |        | -0,64% |